# ديني سوليفان (لاعب كرة قاعدة)
ديني سوليفان (بالإنجليزية: Denny Sullivan) هو لاعب كرة قاعدة أمريكي، ولد في 28 سبتمبر 1882 في هيلزبورو في الولايات المتحدة، وتوفي في 2 يونيو 1956 في West Los Angeles ‏ في الولايات المتحدة.

## وصلات خارجية
- ديني سوليفان (لاعب كرة قاعدة) على موقعبيزبول رفرنس.كوم (الدوري الرئيسي) (الإنجليزية)
- ديني سوليفان (لاعب كرة قاعدة) على موقعبيزبول رفرنس.كوم (الدوري الثانوي) (الإنجليزية)